# Otto Lamotte
Otto Lamotte (* 9. Juni 1951 in Bremen) ist ein deutscher Diplom-Kaufmann und Unternehmer.

## Biografie

### Familie, Ausbildung und Beruf
Lamotte wurde als Sohn des Bremer Kaufmanns Hans Henry Lamotte geboren. Nach dem Abitur leistete er von 1972 bis 1974 seinen Wehrdienst bei der Bundeswehr als Leutnant i. R. ab und studierte dann von 1974 bis 1980 Volks- und Betriebswirtschaftslehre an der Universität des Saarlandes in Saarbrücken. Sein Studium schloss Lamotte als Diplom-Kaufmann ab. Von 1980 bis 1982 arbeitete er bei der Hamburger Unimills GmbH, einem Tochterunternehmen der Unilever-Gruppe. 1983 trat er in das von seinem Vater in zweiter Generation geführte Familienunternehmen Henry Lamotte ein.
Die Henry Lamotte Import/Export handelte vor allem mit Ölen und Fetten. 1996 trat Lamotte gemeinsam mit seinem Bruder Henry Lamotte in die Unternehmensleitung ein; beide wurden gleichzeitig Mitgesellschafter der Henry Lamotte GmbH. Ende 2005 richteten Otto und Henry Lamotte das Familienunternehmen neu aus. Die Geschäftsbereiche Öle und Lebensmittel wurden in zwei unabhängige Gesellschaften überführt und firmieren seitdem als Henry Lamotte Oils GmbH und Henry Lamotte Food GmbH; zentrale Funktionen wurden jeweils von der Henry Lamotte Services GmbH übernommen. Gesellschafter dieser Firmen blieben unverändert Otto und Henry Lamotte.
Lamotte ist seit 1981 mit Nicole Jaqueline Lamotte verheiratet, das Paar hat drei Kinder.

### Mitgliedschaften
Lamotte gehört seit 1998 dem Plenum der Handelskammer Bremen an, seit Oktober 2005 ist er Mitglied des Präsidiums. Er war von 2000 bis 2006 Mitglied im Mittelstandsausschuss, seit 2005 Mitglied im Finanzausschuss, seit 2006 Vorsitzender des Arbeitskreises Kultur-Wirtschaft, von 2007 bis 2009 Rechnungsführer und von 2010 bis 2013 als Nachfolger von Lutz H. Peper wurde er Präses der Handelskammer Bremen.
Darüber hinaus engagiert er sich ehrenamtlich in weiteren Gremien für Bremen und die bremische Wirtschaft, u. a. als Mitglied des Aufsichtsrats der Sparkasse Bremen AG und Kuratoriumsmitglied der Wilhelm Kaisen Bürgerhilfe e. V.
2009 wurde Lamotte als kaufmännisches Mitglied in die Stiftung Haus Seefahrt aufgenommen und richtete als 1. Schaffer die 467. Schaffermahlzeit 2011 aus; ein von Haus Seefahrt seit 1545 in Bremen veranstaltetes Brudermahl, das alljährlich zu den „bedeutendsten gesellschaftlichen Ereignissen Deutschlands“ zählt.